# Fotogrametría digital
Fotogrametría es un conjunto de técnicas que, mediante una cámara fotográfica, permiten deducir una proyección cónica de la imagen, sus dimensiones y la ubicación de una zona.
Sus raíces etimológicas provienen del griego, y son: φος, φοτός: nominativo y genitivo de luz, γράμμαρ: gráfico o escritura, y μετρία: medición.

## Clasificación de la fotogrametría
Según los métodos utilizados:
- Fotogrametría analógica
- Fotogrametría analítica
- Fotogrametría digital

Según la medición utilizada:
- Fotogrametría espacial
- Fotogrametría aérea
- Fotogrametría terrestre
- Fotogrametría de objeto cercano

## Ventajas y desventajas

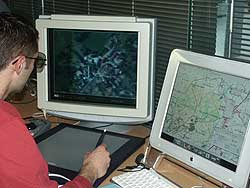
Instrumento de restitución fotogramétrica numérica GeoView.

Gracias a los avances de las técnicas informáticas y de la computación (con sus respectivas tecnologías), la fotogrametría digital es la más utilizada actualmente. Permite realizar todos los procesos fotogramétricos con ordenador, lo cual simplifica todo el proceso.
Ventajas:
- Gran estabilidad dimensional de imágenes.
- Visualización más fácil.
- Tratamiento por software.
- Procedimientos automáticos.
- Resultado en formato digital.
- Distribución de imágenes más fácil.

Desventajas:
- Se necesita gran capacidad de almacenamiento en el disco duro.

## Conceptos básicos
Para entender el proceso de la fotogrametría digital primero se han de explicar algunos conceptos básicos.

### Punto de apoyo
Un punto de apoyo  es un punto de coordenadas XYZ, XY o Z conocidas que se utiliza para hacer una orientación externa. Los (PA) antiguamente se obtenían con teodolitos por medio de un proceso llamado poligonales; hoy son obtenidos con GPS. Los puntos de apoyo suelen ser 6 o más.

### Punto de control
El punto de control (PC) es un punto con coordenadas XYZ, XY o Z conocidas que se utiliza para hacer un control de error del modelo estereoscópico generado.

### Orientación interna
La orientación interna consiste en la reconstrucción de los haces de rayos de características homólogas a las imperantes en la cámara fotográfica que originó esas imágenes. En otras palabras, mediante la orientación interna se trata de reconstruir los haces de rayos.

### Orientación externa
La orientación externa dirige los rayos formados en el instrumento fotogramétrico, genera el modelo estereoscópico y a sus puntos les aporta idénticas características geométricas y de ubicación que a las correspondientes del terreno.
Se efectúa mediante dos procesos, mutuamente dependientes en algunos casos. Por ello en la práctica son reiterativos. Constituyen dos subtipos de orientaciones:
- Relativa: procedimiento mediante el cual se trata de obtener la intersección de los pares de rayos homólogos. Así se forma el modelo plástico tridimensional (en el espacio).

- Absoluta, mediante la cual se trata de aportar al modelo una escala adecuada, ubicarlo planimétricamente en la posición que le corresponde y nivelarlo, para determinar su ubicación altimétrica con respecto a un plano de referencia. Es decir, el proceso de nivelar, dar escala y ubicación planimétrica al modelo.

En otras palabras, mediante la orientación externa se trata de reconstruir (a escala) las condiciones de la toma fotográfica (posición de la cámara en el momento de la toma).

## Proceso
En este proceso se cuenta con auxilios de tres tipos, incluidos datos: fotografías, puntos de apoyo (PA) y puntos de control (PC).
Las fotografías se someten a un proceso de normalización y orientación interna. A continuación, mediante los (PA) se realiza la orientación externa, una generación automática de modelos digitales de elevaciones (MDE) y un mosaico de MDE.
Finalmente, utilizando los PC se realiza el control de error. Por medio de este proceso se obtiene el resultado final, la estadística de error y la confiabilidad.

## Estaciones fotogramétricas digitales
La fotogrametría digital requiere equipo específico, compuesto por:
- Equipo de vídeo (19 o 21 pulgadas)
- Dispositivos de visión estereoscópica
- Unidad procesadora central (CPU) gráfica
- CPU general
- Periféricos de entrada/salida: teclado, ratón —mouse—, escáner, mesa digitalizadora e impresora
- Dispositivo de medición estereoscópica
- Módulos de software dedicados a las operaciones fotogramétricas

## Aplicaciones

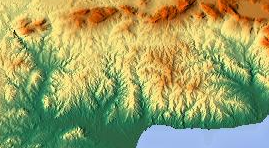
Topografía de los montes de Málaga.

Existen muchas aplicaciones de la fotogrametría digital: en arqueología, industria meteorológica, medicina forense, ingeniería ambiental, documentación del patrimonio artístico, cartografía, topografía: levantamientos planimétricos y altimétricos.
Es decir, se obtienen imágenes estereoscópicas y tridimensionales para usos varios. Se emplea ampliamente en exploraciones para la obtención de mapas, etcétera.